# Hallstatt–dachsteini kultúrtáj

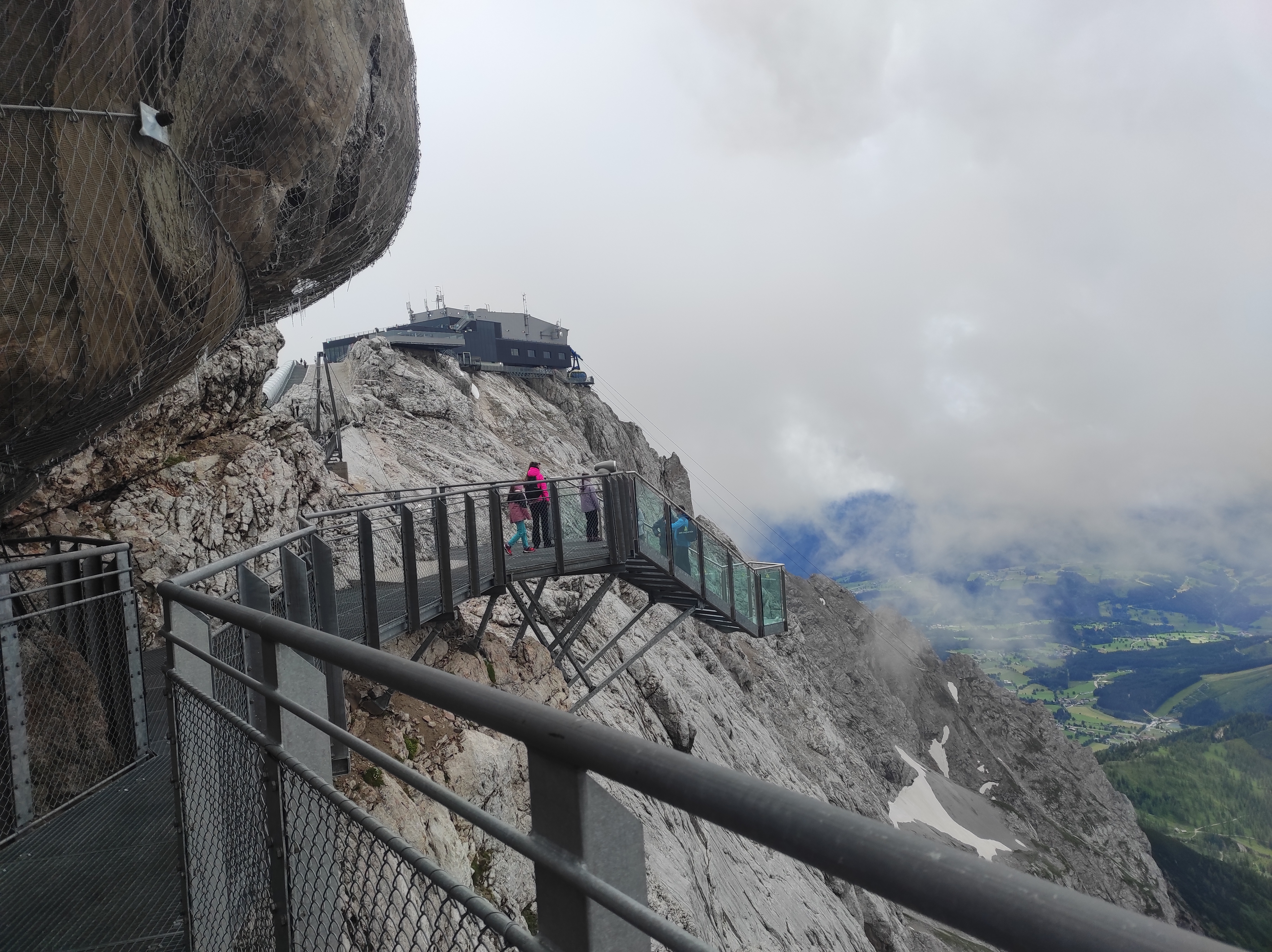
"Treppe ins nichts" avagy a "Lépcső a semmibe"

A hallstatt–dachsteini kultúrtáj vagy Hallstatt–Dachstein kultúrtáj (hivatalos megnevezéssel Salzkammergut hallstatt–dachsteini kultúrtája) Ausztria 1997 óta világörökségi védelmet élvező alpesi térsége a Salzkammergut déli vidékén, a Dachstein hegység Hallstatt városát övező részén, Salzburgtól 50 kilométerre délkeletre. A 284,46 km²-t elfoglaló védett terület 82%-a Felső-Ausztriában (233,91 km²), fennmaradó része Stájerországban (50,55 km²) található; az ezt körbevevő, 200,17 km²-es védőövezet már Salzburg tartományra is kiterjed. A festői szépségű, változatos élővilágú, 2000–3000 méteres tengerszint feletti magasságú hegyvidéki területen a bronzkortól, az i. e. 2. évezred közepétől folyamatos a sóbányászat, amely egészen a 20. század közepéig meghatározta a környék történetét, gazdaságát és települési-építészeti arculatát. A régió – a Hallstatt mellett feltárt, mintegy ezer sírból álló temető sírmellékletei révén – egyúttal névadója a kora vaskori, i. e. 750–450 közötti hallstatti régészeti kultúrának is.

## Története
A területen a bronzkortól, az i. e. 13. századtól folyamatos a sókitermelés, de ismertek a környékről előkerült, ötezer éves sófejtő kőbalták is. A kezdetben a víznyelőkben összegyűlt, kősótartalmú brakkvizet agyagedényekben tárolták és így párolták le belőle a sót. A tényleges sóbányászat a késő bronzkorban vette kezdetét, a rézbányászat mintájára fejtőaknák kialakításával, de kevéssel később a kitermelés leállt. Az i. e. 8. században indult újra, ezúttal egyszintű tárórendszer kiépítésével. A Hallstatt feletti Salzbergen (’Só-hegy’) mindkét technika nyomait feltárták. Ez utóbbi, késő bronzkori – kora vaskori ipari technikát kifejlesztő, az i. e. 750–450 között élt népesség több mint ezer sírt tartalmazó temetőjét fedezték fel 1846-ban Hallstatt mellett. A sírokból számos helyi kézművestermék és máshonnan származó iparcikk került elő, s a sírmellékletek alapján elvégzett elemzések egy jól szervezett, összetett rétegződésű társadalomról vallanak, amely az Európa középső területein, a Balti- és az Adriai-tenger mellékén élt népekkel kiterjedt kereskedelmet folytatott. E népesség lett később névadója az egyik legkiterjedtebb régészeti kultúrának, a hallstattinak.
A Római Birodalom fennhatósága alatt tovább folyt a sókitermelés, s ekkor jött létre az első település a Hallstatt melletti Echtern-völgyben. A középkor korai évszázadaiban a sóbányászat szünetelt, s csak a 14. században indult újra, de gazdaságtörténeti jelentőségét bizonyítja az első ízben 1305-ben említett Hallstatt város nevének etimológiája is (nyugati germán hal [’só’] + ófelnémet stat [’város’]). A só kitermelésének joga ebben az évben szállt át a trauenkircheni kolostorról a Habsburg Birodalomra, s 1311-ben Hallstatt vásártartási jogot kapott. A sóbányász-települések lakói közül kerültek ki azok a sajátos előjoggal rendelkező sóelőkészítő (Salzfertiger) polgárok, akik feladata a kősó szárítása, csomagolása és kereskedelmi forgalomba bocsátása volt. Fényűző házaik (Salzfertigerhäuser) ma is megtekinthetőek Hallstatt és Bad Ischl városában. Kezdetben a kitermelés jogát helyi polgároknak adták ki árendába, 1524-től azonban az osztrák korona bánya- és erdőügyi referatúrája közvetlen felügyeletet gyakorolt a Hallstatt környéki sóbányászat felett. Ettől fogva központilag szervezték a táró-aládúcoláshoz, illetve a lepárláshoz szükségeltetett épület- és tűzifa beszerzését. A sólepárlás jelentőségének korabeli erősödésére utal, hogy 1595-ben egy fa brakkvízvezeték kiépítésébe kezdtek.
1750-ben tűzvész pusztította el Hallstatt városának nagy részét, amelyet ezt követően késő barokk stílusban építettek újjá. A 19. század elején, a napóleoni háborúk időszakában soha nem látott konjunktúrája volt a sókitermelésnek, azt követően azonban a só kereskedelmi értéke rohamszerűen csökkent. Annak ellenére, hogy a hallstattiak a termelékenység érdekében a 19–20. század folyamán kiaknázták koruk technikai újdonságait – a tüzeléshez szükséges szén, illetve a só szállítására vasútvonal épült, a lepárlást villamosították stb. –, 1965-ben az utolsó sólepárló üzem is bezárt. A sóbányák – korunk igényeihez igazodva modern technikai berendezésekkel, ennél fogva kis személyzettel – ma is üzemelnek.

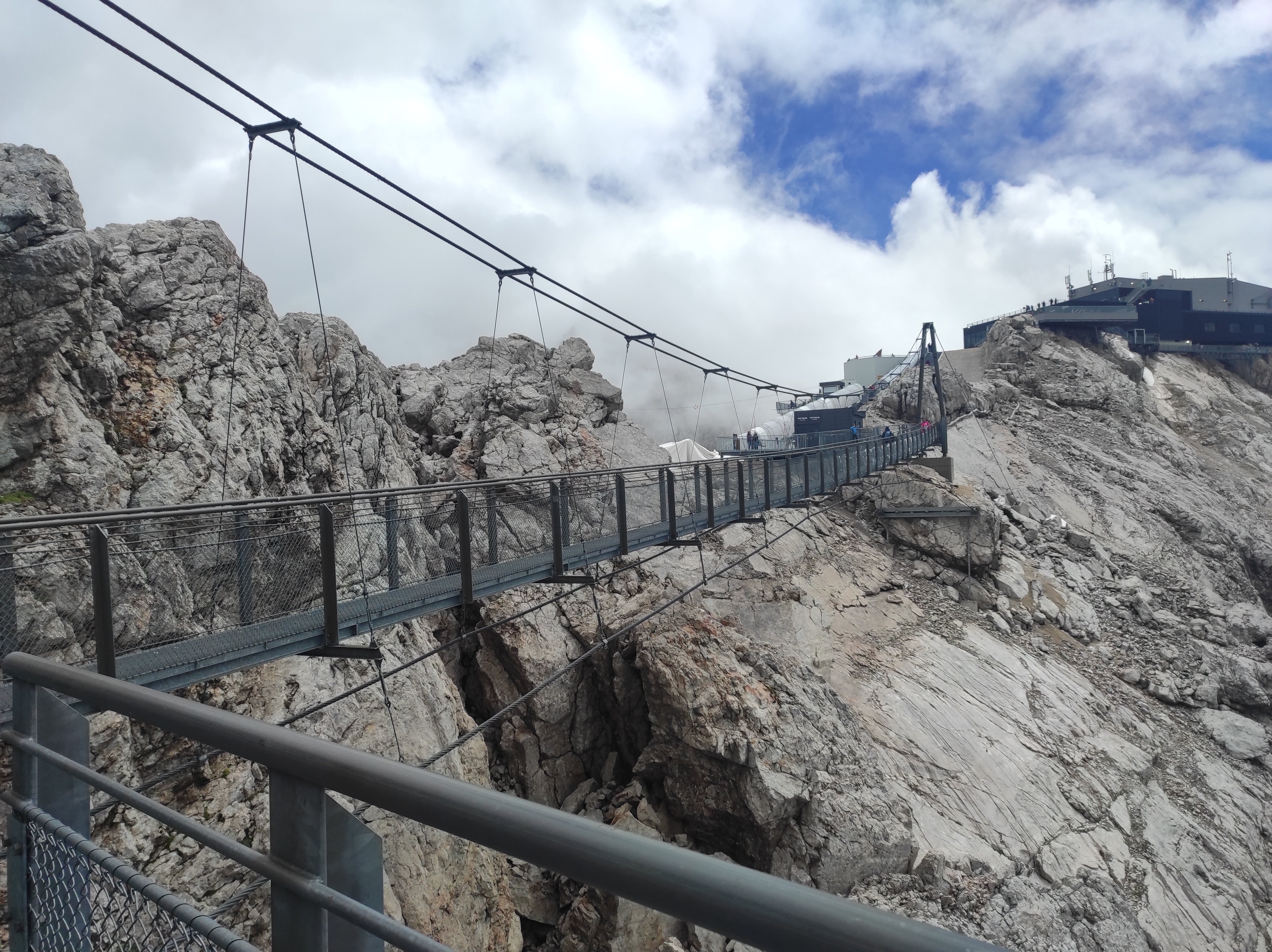
Függőhíd a Dachstein hegységen

A térség természetrajzi szépségeit, történeti-kulturális értékeit felismerő helyiek a 20. század második felétől a turizmus fellendítésére helyezték a hangsúlyt, s a Salzkammergut eme vidéke napjainkra kedvelt üdülőkörzet lett.

## A helyszín

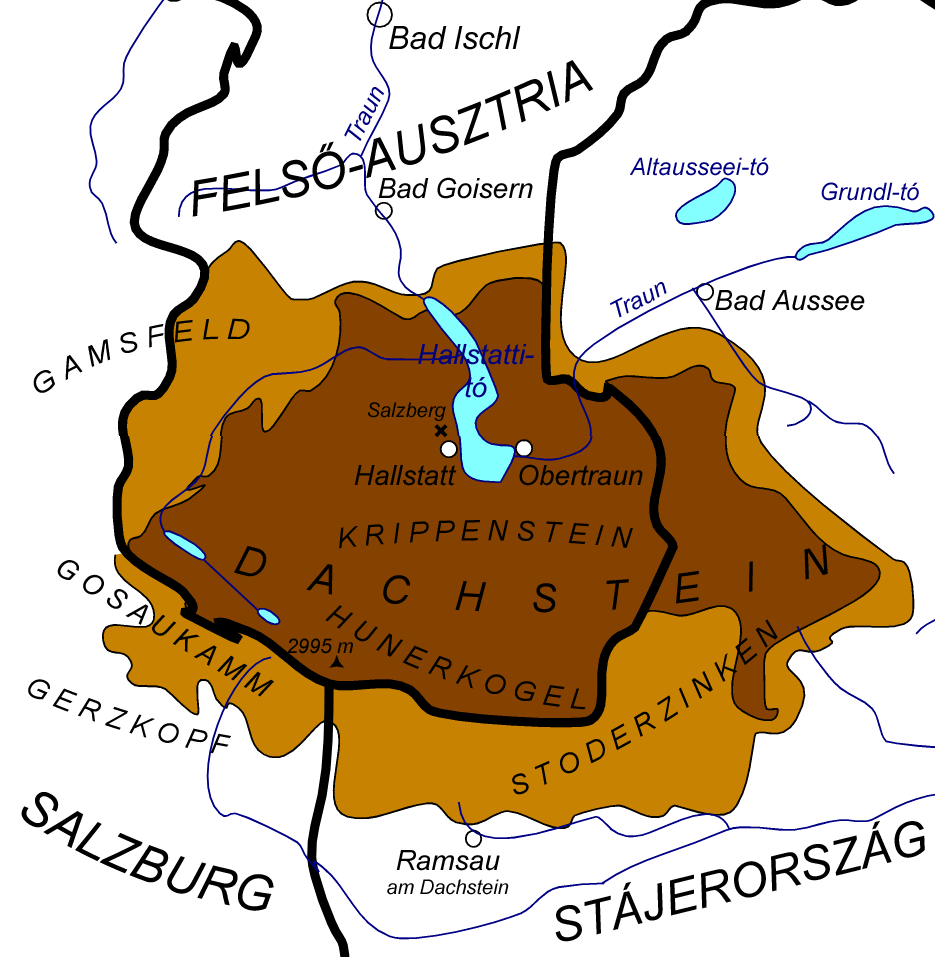
A hallstatt–dachsteini kultúrtáj
Barnával a védelem alatt álló terület, sötétokkerral a védőövezet

A világörökségi védelmet élvező terület az 574 km²-es Dachstein északi felére terjed ki, amely tulajdonképpen a Salzkammergut kelet–nyugati irányú, triászkori mészkőből felépült, zömök tagja. A 3000 méteres magasságot is elérő, gleccserekben gazdag, karsztosodott hegységet nyugatról és északról a Traun U alakú folyása, valamint a fjordszerű Hallstatti-tó övezi, délnyugati partján a Salzberg meredek hegyoldala és a tópart közötti Mühlbach-hegyfokra épült Hallstatt városával. A hegyvidéki terület karrokban, töbrökben és barlangokban rendkívül gazdag, ez utóbbiak közül említésre méltóak az Ausztria legszebb barlangjaként számon tartott Dachsteini-jégbarlang (Dachstein-Rieseneishöhle), valamint az ország harmadik leghosszabb járatát magáénak valló, közel 50 kilométeres Dachsteini-mamutbarlang (Dachstein-Mammuthöhle). A hegyet borító erdőségek a sólepárlás szolgálatában nagyrészt eltűntek, a havasi legelők az állatok nyári legeltetésének helyszínei voltak egészen a 18. századig.

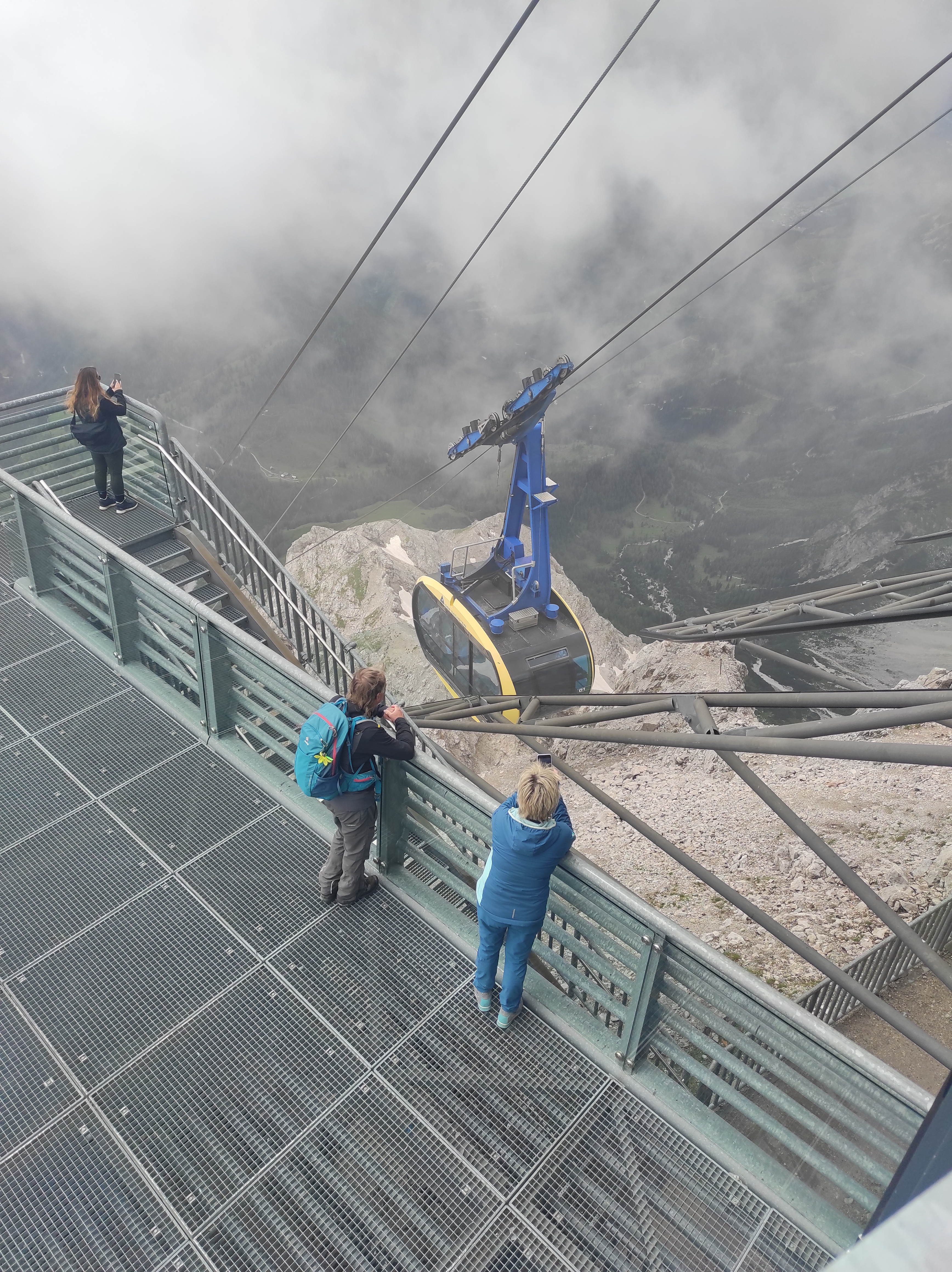
Felvonó a Dachstein hegységre

### Hallstatt

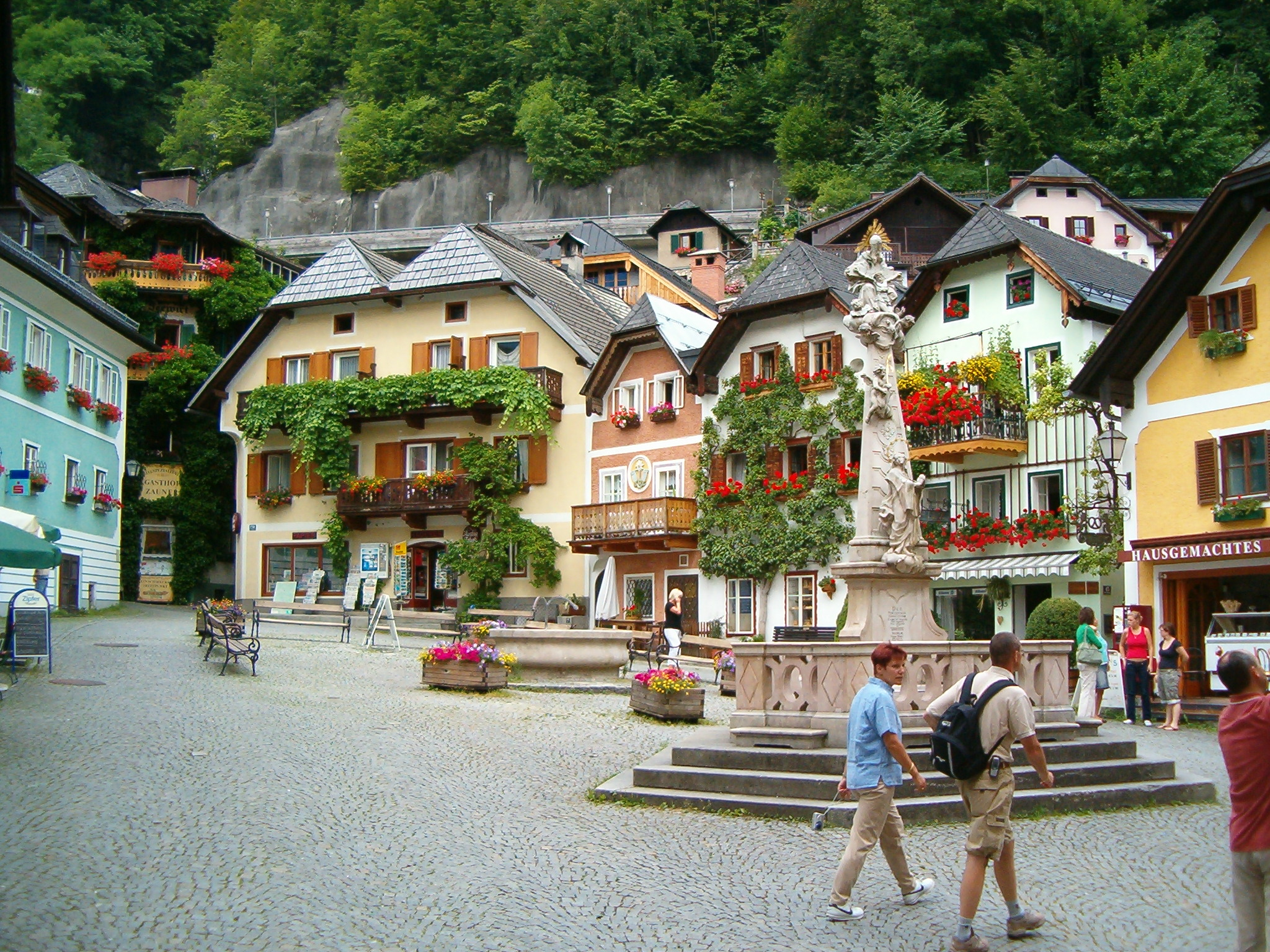
Hallstatt főtere

Az 1150 fős lakosságú Hallstatt történeti magja a város fölötti Salzberg (’Só-hegy’) kősóját fejtő középkori bányászok gótikus települése, további részeinek arculatát az 1750-es tűzvész utáni barokk újjáépítés határozza meg. Háromszög alakú főterének, régi piacterének déli oldalán egy impozáns 16. századi lakóház, vele szemben pedig a római katolikus plébániatemplom áll. A Mária mennybemenetele plébániatemplom (Pfarrkirche Maria Himmelfahrt) a 15. század végén épült késő gótikus stílusban, 12. századi román alapokon. Az épület túlélte az 1750-es tűzvészt, csupán tetőzete és tornya barokk stílusú. Berendezésének becses darabja egy 1515-ben készült gótikus oltárkép Leonhard Astl műhelyéből. A templom mögött található a Csontkamra (Beinhaus), amelyben mintegy hatszáz megfestett emberi koponya található. Történetük meglehetősen praktikus okokra vezethető vissza: a városka temetője egy bizonyos határon túl már nem tudott továbbterjeszkedni, ezért a 18–19. században, ahogy a korábbi sírokat fokozatosan felszámolták, az azokból előkerült koponyákra díszes virágmotívumokat festettek, az elhunyt nevét kalligrafikus betűkkel rápingálták és a Csontkamrában helyezték el. Az elmúlt századokban a főtértől északra és délre, a tóparttal párhuzamosan terjeszkedett a város, mígnem elérte mai kiterjedését. A tipikus hallstatti ház feltűnően keskeny és magas, a Salzberg és a Hallstatti-tó szorításában rendelkezésre álló csekély beépíthető területet így tudták maximálisan kihasználni a helyiek ősei. A házak dongaboltozatos földszinti részét terméskőből húzták fel, s erre kerültek a favázas technikával kialakított emeletek. A hagyományosan zsindelyes nyeregtetőből mára csak mutatóba maradt néhány.
Az Echtern-völgy torkolatában elterülő in der Lahn, a déli városrész már az 1750-es tűzvész utáni, 18. századi barokk újjáépítés során nőtt ki a földből. Jelentősebb épületei a Kálvária-kápolna (Kreuzwegkapelle, 1711), s a 18. századi hivatali épületek közül az impozáns sóhivatal (Amtshaus der Salinen, 1751).
A Hallstatt fölötti, 863 méter magas Himber-csúcson áll az 1284-ben épült Rudolf-torony (Rudolfsturm), amely a negyedórányi járásra lévő Salzbergwerk sómunkásainak biztonságáról volt hivatott gondoskodni. Később évszázadokon keresztül a bányakapitányi (Berghauptmann) hivatal működött falai között.

### Külső hivatkozások
- A hallstatt–dachsteini kultúrtáj a UNESCO világörökség honlapján (angolul)
- Hallstatt honlapja (németül), (angolul)
- Hallstatt története a város honlapján (angolul)
- Túrák Salzkammergut környékén

### Lásd még
- Salzkammergut
- Dachstein